# Трог (висяща долина)
Трог или трогова долина (от немски trog – корито; на английски trough), наричана също висяща долина или U-образна долина е особен вид долина, оформена от ледник. Троговите долини се намират в планините и след екзарационната дейност на ледника имат форма на корито или на буквата U – тоест стръмни склонове и сравнително равно дъно. На известна височина на склона има заравнени площадки – те се наричат трогово рамо и показват докъде е достигал ледникът през повечето време. При надлъжен разрез обаче дъното е терасовидно, с много прагове (наречени ригели) и овчи гърбици. Между тях се наблюдават леки вдлъбнатини, известни с името екзарационни вани. Така, за разлика от обикновените долини, тук има и райони с обратен на общото течение на реката наклон. Затова в троговите долини често се намират алувиални натрупвания или плитки езера.
В района на троговите долини се забелязват редица черти на ледниковия релеф. По високите си страни те са свързани с циркуси, често могат да се видят случайно довлечени големи по размер скали – ератици. Забелязват се и типичните за този тип релеф валове от челни, странични и междинни морени.
Повечето трогови долини са къси, но между тях има и доста дълги – до 20 – 30 км, а в отделни случаи и повече. Когато троговата долина се свързва с друга, по-голяма долина, тя завършва със стръмен или отвесен откос и носят названието висящи коритни долини. Това е така, защото ледникът от главната долина благодарение на своята тежест я е издълбал много по-дълбоко и така е оформил стръмните ѝ страни. От тези стръмни откоси често се спускат водопади, както повечето водопади в Норвегия. Когато троговите долини достигат морето, те мога да се окажат (при последвала трансгресия – настъпване на океанските води) залети от тях и така се превръщат във фиорди.
Този вид долини са характерни за Скандинавските планини, Алпите, Пиренеите, Карпатите, Кавказ, Хималаите и Скалистите планини. Лаутербрунската долина в Бернските Алпи, считана за едно от най-красивите мяста в Европа, е типична трогова долина. Много известна е и долината Йосемити в едноименния национален парк в Калифорния. В нейния край се спуска водопадът Брайд Вейл. Те са често явление и във високите планини в България, най-вече Рила и Пирин. Долината в Пирин, известна като Спано поле, е типична трогова долина – дълга около 4 км, с неравен и наклонен терен, завършваща със стръмен горист склон, известен като „голямата душевадка“.